# Шахта «Зыряновская»
«Зыряновская» — угольная шахта ПО «Южкузбассуголь», в г. Новокузнецке, в юго-западной части Байдаевского месторождения. Сдана в эксплуатацию в 1946 г. В 1964-66 проведено техническое перевооружение. Закрыта в 1999г, ликвидирована в 2007 г. Шахтное поле представляет собой 11 пластов угля от 0.89 до 3.8 м, (углы падения от 0°до 30°). Глубина горных работ составляла 350—400 м. Одновременно разрабатывалось до 4 пластов. Вскрытие — тремя наклонными (конвейерный, путевой и людской) и двумя вентиляционными вертикальными стволами. Шахта награждена орденом Ленина в 1971 г.

## История
В сентябре 1943 года трест «Кузнецкуголь» начал строительство шахты, а 29 марта 1946 года шахта была сдана в эксплуатацию. Шахта была полностью механизирована, от зарубки, до погрузки угля в вагоны. Проектная мощность добычи составляла 600 тыс. тонн в год. При шахте также была построена обогатительная фабрика.
С января 1975 г. шахта состоит в ведении Южнокузбасского П/О по добыче угля, образованного на базе комбината «Южкузбассуголь». В январе 1994 г. шахта акционировалась решением управления гос.имуществом № 42 от 13.01.1994 г. и преобразована в шахту «Зыряновская». С 08.10.1998 г. распоряжением администрации г. Новокузнецка шахта переименована в ОАО «Шахта Зыряновская». Собранием акционеров шахты от 27.10.2000 г. принято решение о ликвидации шахты. В соответствии с действовавшим с 60х по 80е годы проектом, выполненным институтом «Кузбассгипрошахт», она должна была в начале 90х годов прекратить свое существование связи с отработкой запасов угля. Но судьба распорядилась иначе: «Зыряновская» продолжает трудиться вплоть до 1999 г.

### Награды
В 1971 году, за досрочное выполнение пятилетки, коллектив шахты награждён Орденом Ленина, а директор Владлен Данилович Ялевский получил звание Героя Социалистического Труда. В 1976 году предприятие награждено Орденом Октябрьской Революции.

### Авария
В декабре 1997 года на шахте произошла авария, в результате которой погибли 67 горняков.

## Почётные работники шахты
- инженер Малышев, Юрий Николаевич — академик Российской академии наук.
- проходчик Монченко, Илья Фёдорович — Герой социалистического труда.
- бригадир проходчиков шахтосторителей Нагорнов, Сергей Дмитриевич — Герой социалистического труда.
- проходчик-шахтостроитель Тузовский, Иван Дементьевич — Герой социалистического труда.
- бригадир Решетников, Михаил Николаевич — Герой социалистического труда[10][7].
- директор Ялевский, Владлен Данилович — Герой социалистического труда.